# ホドリゴ・ジ・オリヴェイラ・ハモス
ホドリゴ・ハモス (Rodrigo Ramos) ことホドリゴ・ジ・オリヴェイラ・ハモス（Rodrigo de Oliveira Ramos, 1995年5月24日 - ）は、ブラジル・バイーア州ジュアゼイロ出身のサッカー選手。ポジションはDF（右サイドバック）。

## 経歴
2015年にコリチーバFCのトップチームへ昇格。2015 FIFA U-20ワールドカップでは準優勝を経験する。2016年2月3日、同大会でU-20セルビア代表を優勝へ導いたヴェリコ・パウノヴィッチが指揮を執るMLSのシカゴ・ファイアーに期限付き移籍となった。
2021年2月よりセリエCのボタフォゴ-PBへ加入する。公式戦20試合に出場したが、7月末に退団することが発表された。